# RMS Teutonic
O RMS Teutonic foi um navio de passageiros britânico operado pela White Star Line e construído pelos estaleiros da Harland and Wolff em Belfast. Sua construção começou em março de 1887 e ele foi lançado ao mar em janeiro de 1889, realizando sua viagem inaugural de Liverpool a Nova Iorque em agosto. Foi projetado para que pudesse ser facilmente armado e convertido em um cruzador auxiliar em caso de guerra, algo que muito impressionou e inspirou o imperador Guilherme II da Alemanha quando este visitou a embarcação pouco antes de sua primeira viagem.
O Teutonic teve uma carreira comercial tranquila, conquistando em 1891 a Flâmula Azul de travessia transatlântica mais rápida, o último navio da White Star Line a realizar esse feito. Serviu pela primeira vez como cruzador auxiliar em 1900 durante a Segunda Guerra dos Bôeres. A embarcação passou por reformas em 1913 que removeram sua primeira classe e o transformaram em um navio de imigrantes. O Teutonic serviu como cruzador auxiliar novamente na Primeira Guerra Mundial e brevemente voltou ao serviço comercial depois do conflito, sendo aposentado e desmontado em 1921.

## Construção

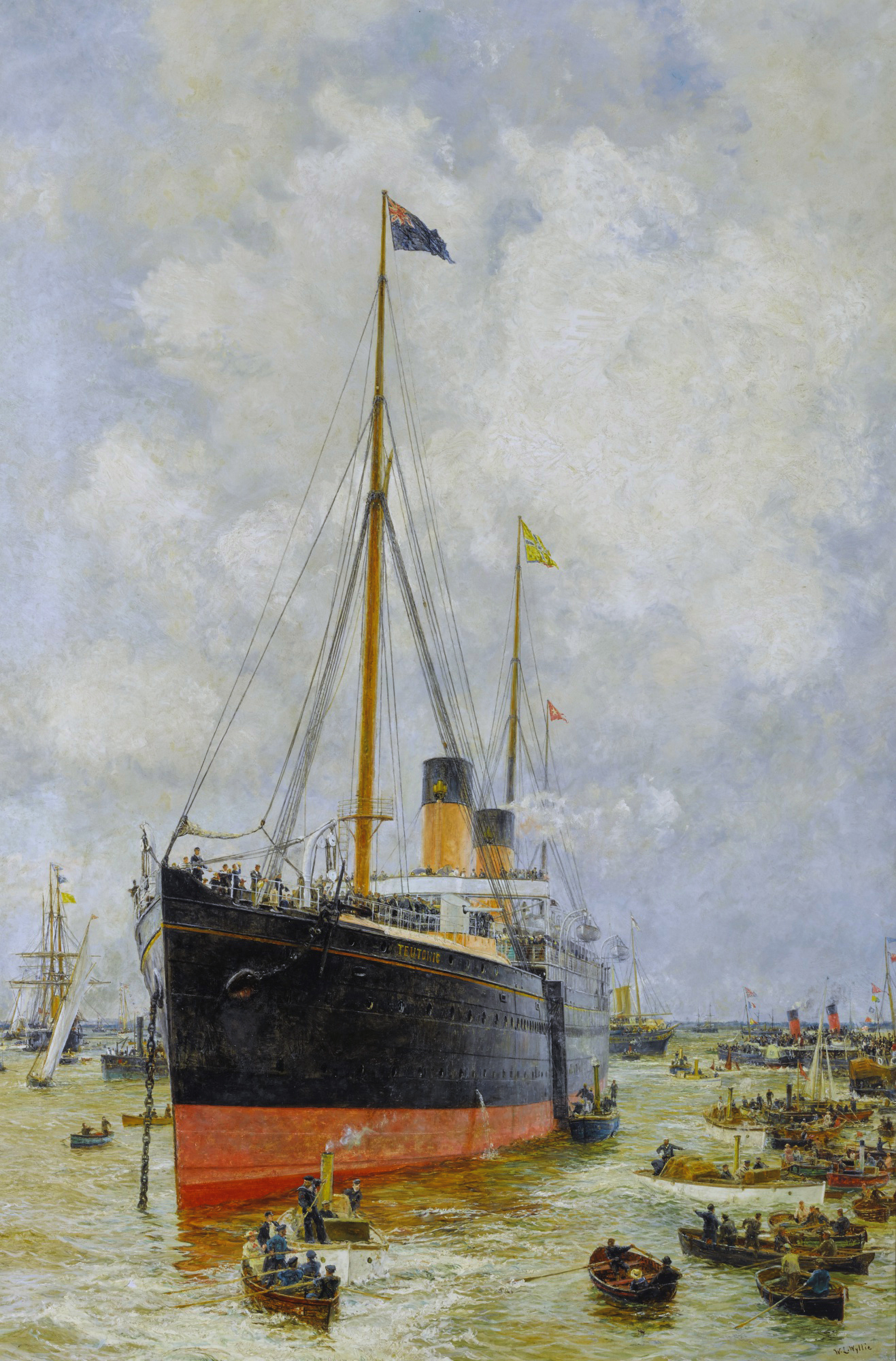
O Teutonic no jubileu da rainha Vitória, por William Lionel Wyllie em 1891.

A competição para a conquista da Flâmula Azul, concedida ao navio que conseguia realizar a travessia transatlântica mais rápida, era acirrada na década de 1880 entre as principais companhias de navegação britânicas. A White Star Line encomendou duas novas embarcações com os estaleiros da Harland and Wolff em Belfast que fossem capazes de viajar no Oceano Atlântico em uma velocidade acima de vinte nós.
O projeto do Teutonic foi realizado pelo engenheiro naval Alexander Carlisle e sua construção começou em março de 1887, sendo seguido logo depois por seu irmão RMS Majestic. Ele foi lançado ao mar em 19 de janeiro de 1889, sendo o primeiro navio da empresa a não ser equipado com velas. Suas obras foram finalizadas em 25 de julho.
O Teutonic  participou no dia 1º de agosto da Spithead Naval Review, um desfile naval em celebração do jubileu de ouro da rainha Vitória do Reino Unido. Para a ocasião, o navio foi armado e apresentado como um cruzador auxiliar. Dois dias depois ele recebeu a visita do imperador Guilherme II da Alemanha e de Alberto Eduardo, Príncipe de Gales. O imperador alemão ficou tão impressionado com o Teutonic que chegou a exclamar "Nós precisamos de alguns destes". Esta foi origem dos primeiros pensamentos que levariam a construção do SS Kaiser Wilhelm der Grosse e seus irmãos da Classe Kaiser alguns anos depois, embarcações que também foram pensadas como possíveis cruzadores auxiliares.

## Características

### Aspectos técnicos
O Teutonic tinha 177,7 metros de comprimento, por uma boca de 17,6 metros e tonelagem de 9.984 toneladas. Ele e seu irmão Majestic foram pensados desde suas concepções e estágios de planejamento para que pudessem serem facilmente convertidos em cruzadores auxiliares em caso de guerra, assim ambos foram construídos com um casco de aço reforçado. Este mostrou-se satisfatório o bastante para que fosse reutilizados anos depois nas embarcações da Classe Olympic. Canhões navais podiam ser facilmente instalados e removidos se necessário. O Teutonic também foi um dos navios mais rápidos da White Star, podendo alcançar a velocidade planejada de vinte nós. Além disso, sua hélice do lado bombordo ficava um metro e meio à frente da hélice de estibordo e girava ligeiramente mais rápido. Diferentemente dos navios anteriores da White Star, que empregavam um sistema misto de propulsão a vapor e a velas, o Teutonic era totalmente impulsionado apenas por duas hélices movimentadas por dois motores de tripla expansão. Foi a primeira embarcação da empresa a não ter velas e a primeira equipada com duas hélices.

### Instalações

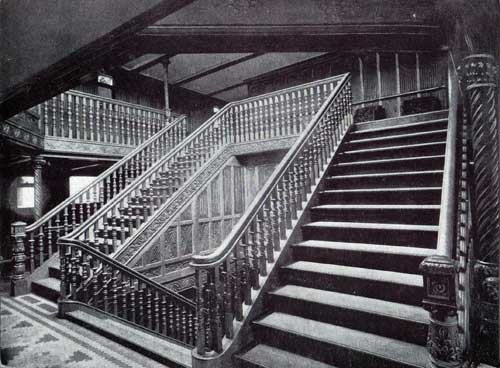
A grande escadaria do Teutonic.

O Teutonic e o Majestic foram considerados os primeiros navios a vapor verdadeiramente modernos devido às mudanças radicais em suas instalações. Todas as embarcações anteriores da White Star ofereciam apenas duas classes, chamadas de cabine e navegação. O Teutonic e o Majestic foram mudaram essa tendência, sendo construídos de acordo com um sistema de três classes: primeira, segunda e terceira. A primeira classe era a antiga classe cabine, também chamada de "classe salão", e era destinada aos viajantes mais abastados e suas famílias. O Teutonic podia transportar trezentos passageiros nessa classe, que ficavam acomodados em cabines espaçosas localizadas nos três conveses superiores. Além disso, os viajantes de primeira classe tinham acesso a um grande salão de jantar encimado por um dossel, uma sala de fumar, uma sala de leitura e um convés de passeio.
A nova classe que surgiu na época era a segunda, agora também chamada de classe cabine. Ela foi pensada para acomodar principalmente passageiros de classe média. O Teutonic podia transportar 190 passageiros de segunda classe em quartos relativamente confortáveis localizados no nos conveses da popa. Por último a terceira classe era destinada a transportar imigrantes, com o navio podendo acomodar mil passageiros de terceira classe em duas zonas. As acomodações da proa ficavam com homens solteiros, enquanto aquelas na popa ficava com outros passageiros. Havia também cabines menores com duas ou quatro camas para famílias e cabines maiores para mulheres solteiras.